# 2481 Bürgi
A 2481 Bürgi (ideiglenes jelöléssel 1977 UQ) a Naprendszer kisbolygóövében található aszteroida. Paul Wild fedezte fel 1977. október 18-án.